# Ceratosolen grandii
Ceratosolen grandii är en stekelart som beskrevs av Wiebes 1963. Ceratosolen grandii ingår i släktet Ceratosolen och familjen fikonsteklar. Inga underarter finns listade i Catalogue of Life.